# Hargicourt (Somme)
Pour les articles homonymes, voir Hargicourt.
Hargicourt est une ancienne commune française, située dans le département de la Somme, en région Hauts-de-France.
Le 1er janvier 2019, elle a fusionné avec Contoire et Pierrepont-sur-Avre pour former la commune nouvelle de Trois-Rivières, dont elle est devenue une commune déléguée.

## Géographie

### Localisation
Hargicourt est un village picard de la Haute-Somme, situé entre Montdidier et Moreuil, dans la vallée de l'Avre.

### Communes limitrophes
Avant la fusion de 2019, Hargicourt était limitrophe des communes suivantes :

### Géologie et relief
La superficie de l'ancienne commune est de 5,19 km2 ; son altitude varie de 40  à   109 mètres.

### Hydrographie
La Cologne, affluent du fleuve côtier la Somme, prend sa source dans le village.

## Urbanisme

### Voies de communication et transports
Le village est aisément accessible par l'ancien tracé de la route nationale 35 (actuelle RD 935) reliant Compiègne à Amiens et Abbeville. On peut également s'y rendre par le train (Ligne Amiens - Compiègne) grâce à la gare d'Hargicourt - Pierrepont.
Le territoire d'Hargicourt est traversé par l'autoroute A26.

## Histoire
Première Guerre mondiale

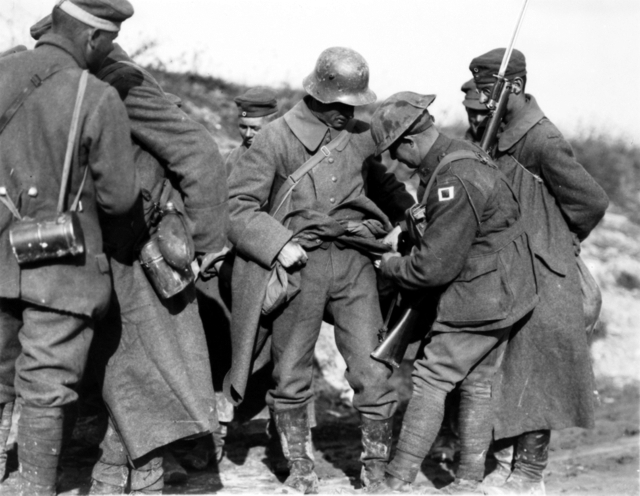
Soldats australiens fouillant des prisonniers de guerre allemands à Hargicourt.

Le village est considéré comme détruit à la fin de la guerre et a  été décoré de la Croix de guerre 1914-1918, le 30 octobre 1920.
Fusion de communes
En 2016, les communes de Contoire-Hamel, Hargicourt et Pierrepont-sur-Avre envisagent la fusion de leurs collectivités au sein d'une commune nouvelle, afin de mettre en commun leurs atouts (Contoire-Hamel avec la cartonnerie DS Smith packaging et un parc éolien, Hargicourt avec sa coopérative agricole...) et de conforter leur pratique de partenariat tout en favorisant l'attractivité de leur territoire
La commune nouvelle de Trois-Rivières est créée à la demande des conseils municipaux des trois communes concernées,, au 1er janvier 2019 par un arrêté préfectoral du 12 novembre 2018.

## Politique et administration

### Rattachements administratifs et électoraux
Hargicourt se trouve dans l'arrondissement de Montdidier du département de la Somme. Pour l'élection des députés, elle fait partie depuis 2012 de la quatrième circonscription de la Somme.
Elle faisait partie depuis 1801 du canton de Montdidier. Dans le cadre du redécoupage cantonal de 2014 en France, Hargicourt intègre le canton de Roye jusqu'à la fusion de 2019.

### Intercommunalité
Hargicourt faisait partie de la communauté de communes du canton de Montdidier, créée fin 2000.
Dans le cadre des dispositions de la loi portant nouvelle organisation territoriale de la République du 7 août 2015, qui prévoit que les établissements publics de coopération intercommunale (EPCI) à fiscalité propre doivent avoir un minimum de 15 000 habitants, cette intercommunalité fusionne dans la communauté de communes du Grand Roye le 1er janvier 2017. Hargicourt en a été membre jusqu'à la fusion de 2019.

### Liste des maires
| Période                                  | Période        | Identité                              | Étiquette | Qualité |
| ---------------------------------------- | -------------- | ------------------------------------- | --------- | --- |
| Les données manquantes sont à compléter. |                |                                       |           | |
|                                          |                |                                       |           | |
| janvier 1808                             | septembre 1830 | Jean Pierre François Augustin Dupuget |           | Comte Électeur dans la liste des 600 contribuables les plus imposés du département de la Somme de l'an XI et des 550 de 1810 Démissionnaire |
|                                          |                |                                       |           | |
| 1872                                     | 1874           | Jean Estève Arnold du Puget,          |           | Comte du Puget de Bachimont |
|                                          |                |                                       |           | |
| 1878                                     | 1882           | Jean Estève Arnold du Puget,          |           | Comte du Puget de Bachimont |
|                                          |                |                                       |           | |
| 1884                                     | 1895           | Jean Estève Arnold du Puget,          |           | Comte Jean du Puget de Bachimont |
|                                          |                |                                       |           | |
| juin 1995                                | décembre 2018  | James Clabault                        |           | |

| Période                                  | Période  | Identité       | Étiquette | Qualité |
| ---------------------------------------- | -------- | -------------- | --------- | ------- |
| janvier 2019                             | mai 2020 | James Clabault |           |         |
| Les données manquantes sont à compléter. |          |                |           |         |

## Population et société

### Démographie
L'évolution du nombre d'habitants est connue à travers les recensements de la population effectués dans la commune depuis 1793. Pour les communes de moins de 10 000 habitants, une enquête de recensement portant sur toute la population est réalisée tous les cinq ans, les populations de référence des années intermédiaires étant quant à elles estimées par interpolation ou extrapolation. Pour la commune, le premier recensement exhaustif entrant dans le cadre du nouveau dispositif a été réalisé en 2005.

En 2016, la commune comptait 396 habitants, en évolution de −1,74 % par rapport à 2010 (Somme : −1,26 %, France hors Mayotte : +2,11 %).
| 1793 | 1800 | 1806 | 1821 | 1831 | 1836 | 1841 | 1846 | 1851 |
| ---- | ---- | ---- | ---- | ---- | ---- | ---- | ---- | ---- |
| 301  | 312  | 318  | 343  | 372  | 375  | 368  | 372  | 373  |

| 1856 | 1861 | 1866 | 1872 | 1876 | 1881 | 1886 | 1891 | 1896 |
| ---- | ---- | ---- | ---- | ---- | ---- | ---- | ---- | ---- |
| 373  | 367  | 360  | 316  | 310  | 326  | 330  | 323  | 316  |

| 1901 | 1906 | 1911 | 1921 | 1926 | 1931 | 1936 | 1946 | 1954 |
| ---- | ---- | ---- | ---- | ---- | ---- | ---- | ---- | ---- |
| 304  | 287  | 327  | 363  | 331  | 335  | 291  | 282  | 323  |

| 1962 | 1968 | 1975 | 1982 | 1990 | 1999 | 2005 | 2006 | 2010 |
| ---- | ---- | ---- | ---- | ---- | ---- | ---- | ---- | ---- |
| 345  | 334  | 312  | 341  | 344  | 357  | 362  | 362  | 403  |

| 2015 | 2016 | - | - | - | - | - | - | - |
| ---- | ---- | - | - | - | - | - | - | - |
| 396  | 396  | - | - | - | - | - | - | - |

## Culture locale et patrimoine

### Lieux et monuments
- Église Saint-Georges du XIXe siècle, restaurée après les domages de la Première Guerre mondiale[10].
- Oratoire Notre-Dame d'Hargicourt. Construit dès 1779, il consistait à l'origine, en un pilier supportant la statue de la Vierge. Le vicomte de Puget, soldat de Pie IX, fait reconstruire le monument en 1867[16].
- Vallées de l'Avre et des Trois Doms.
- Étangs.

### Personnalités liées à la commune
- Paul Éluard séjourne dans le village durant la Première Guerre mondiale, alors affecté à l'hôpital militaire (1916).

- A.C.M., pseudinyme d'Alfred Marié, artiste brut, y est né et y réside depuis son enfance.

- Charles Péguy, écrivain, a été soigné pendant la Première Guerre mondiale à l'hôpital militaire d'Hargicourt[17]